# Harry Potter och den flammande bägaren (soundtrack)
Den 15 november 2005 kom soundtracket till Harry Potter och den flammande bägaren. Patrick Doyle skrev musiken, till skillnad i de tre första filmerna där John Williams skrev musiken. 

## Spår
1. The Story Continues
2. Frank Dies
3. The Quidditch World Cup
4. The Dark Mark
5. Foreign Visitors Arrive
6. The Goblet of Fire
7. Rita Skeeter
8. Sirius Fire
9. Harry Sees Dragons
10. Golden Egg
11. Neville's Waltz
12. Harry in Winter
13. Potter Waltz
14. Underwater Secrets
15. The Black Lake
16. Hogwarts' March
17. The Maze
18. Voldemort
19. Death of Cedric
20. Another Year Ends
21. Hogwarts' Hymn
22. Do the Hippogriff
23. This Is the Night
24. Magic Works